# Dingli Cliffs

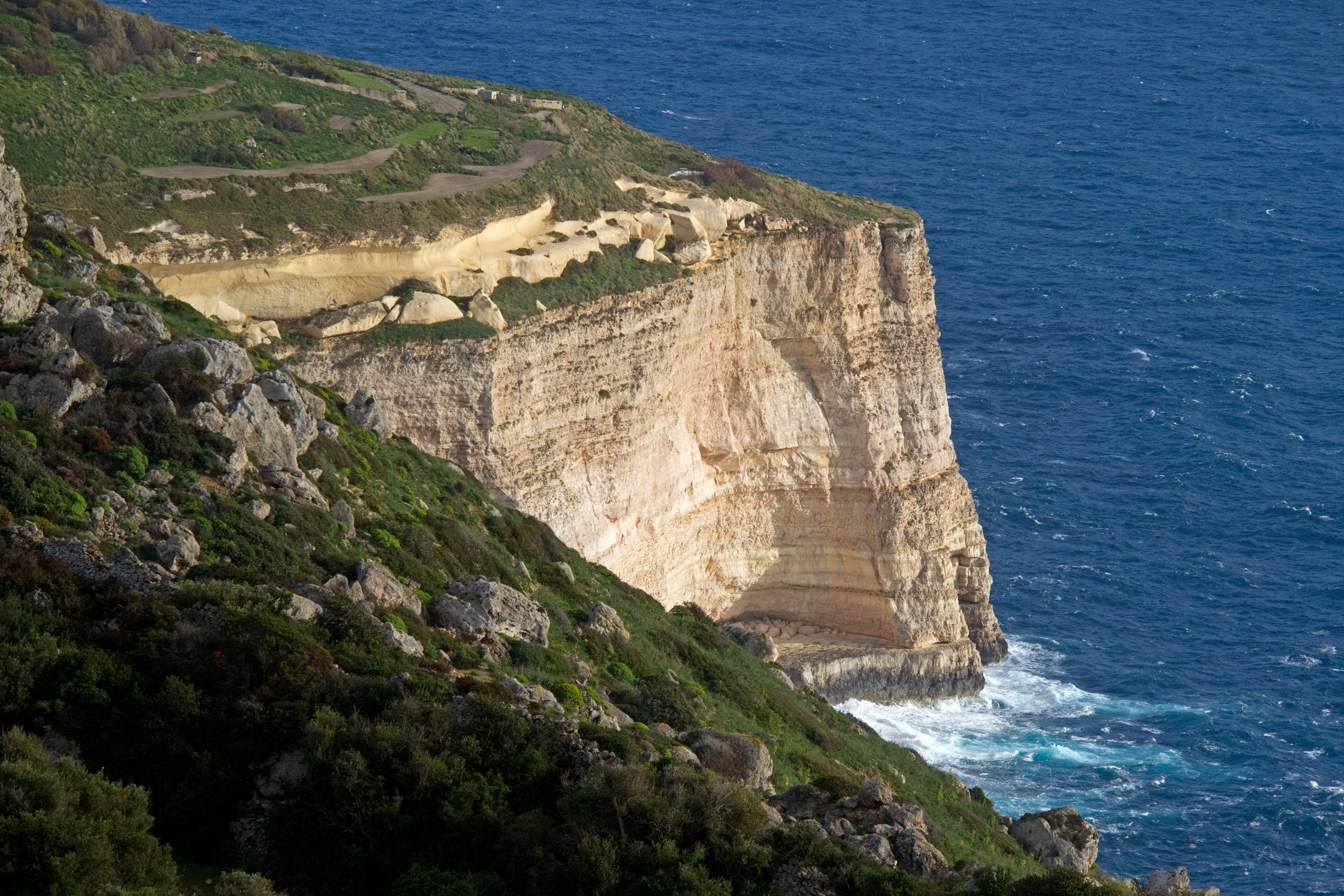
Dingli Cliffs

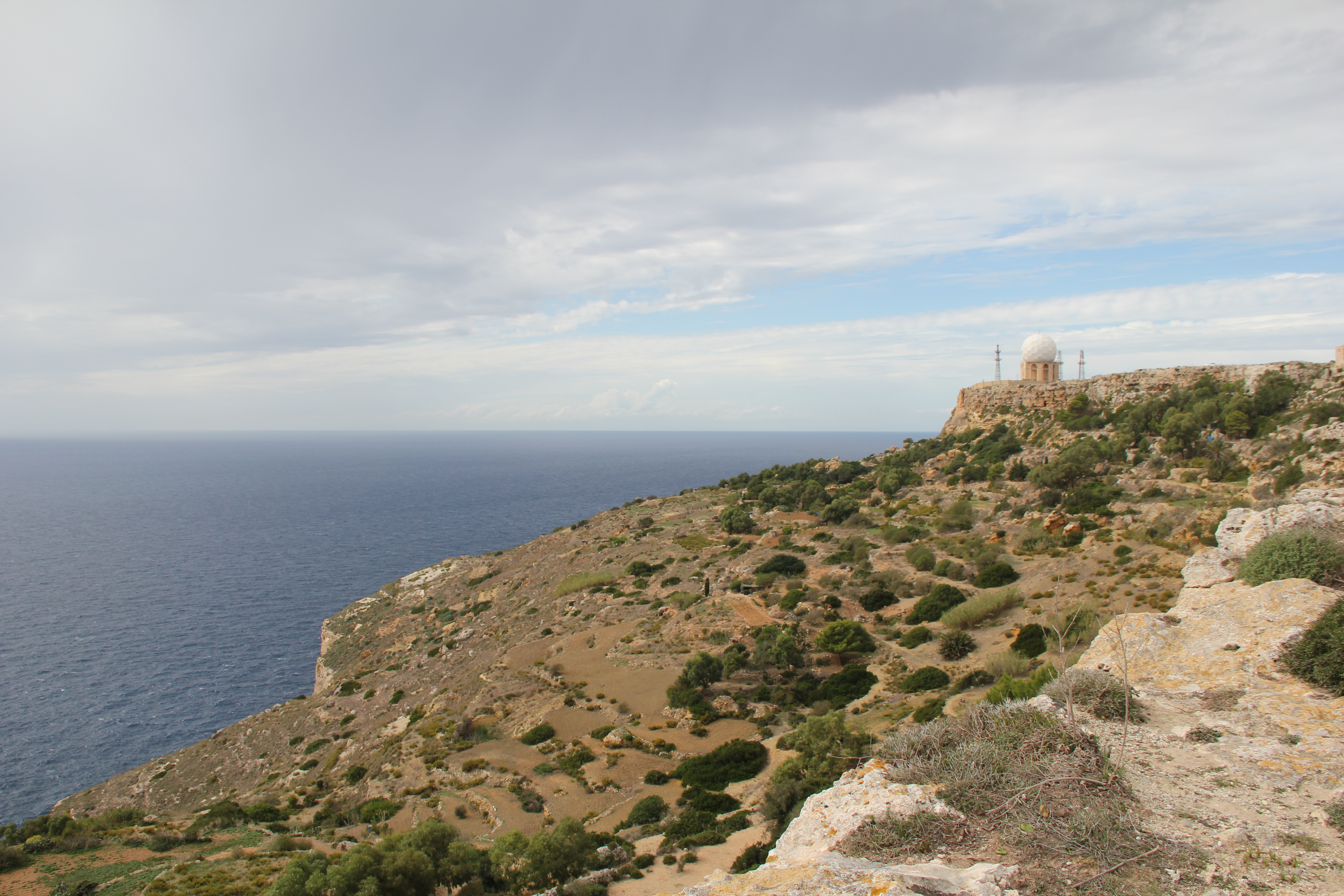
Dingli Cliffs mit Radarstation

Die Dingli Cliffs sind eine Klippenformation an der Küste der Insel Malta im Mittelmeer und der höchste Punkt des maltesischen Archipels. In der Nähe des Ortes Dingli gelegen, erheben sich die Dingli Cliffs beim Berg bzw. der Erhebung Ta’ Dmejrek bis zu 253 Meter hoch aus dem Mittelmeer. An der Südwestküste der Insel Malta fällt die Felswand vielerorts steil ab, jedoch nirgends so hoch wie an den Dingli Cliffs. Etwas unterhalb der Klippenkante befindet sich ein grünes und fruchtbares Felsplateau oberhalb der Küstenlinie, auf dem Landwirtschaft betrieben wird. 
Den Namen verdanken die Dingli Cliffs dem englischen Ritter Sir Thomas Dingley, der sich im 16. Jahrhundert in der Gegend niederließ.
Oberhalb der Dingli Cliffs liegt eine kleine Kapelle und außerdem eine ehemalige Radarstation der Royal Air Force. Diese kuppelförmige Anlage wird heute von der maltesischen Flugsicherung genutzt. Außerdem befinden sich auf dem Gebiet der Dingli Cliffs die prähistorischen Schleifspuren Clapham Junction.